# William Longespée, 3. Earl of Salisbury

Das Wappen von William Longespée

William Longespée, 3. Earl of Salisbury (auch William I Longespée oder Lungespée) (* um 1167; † 7. März 1226 in Salisbury Castle) war ein englischer Magnat. Obwohl er nur ein unehelicher Sohn von König Heinrich II. war, stieg Longespée zu einem der führenden Politiker und mächtigsten Magnaten des Angevinischen Reiches auf. Dabei erwies er sich als fähiger Verwalter, Diplomat und Militär.

## Herkunft, Kindheit und Jugend
William Longespée war ein unehelicher Sohn von König Heinrich II. In der älteren Geschichtsforschung gilt Rosamund Clifford, die wohl berühmteste Mätresse des Vaters, als seine Mutter. Wahrscheinlicher aber war Ida de Tosny seine Mutter, die vermutlich eine Tochter des mächtigen Barons Roger III. de Tosny und dessen Frau Ida war. Ida de Tosny heiratete um Weihnachten 1181 Roger Bigod, 2. Earl of Norfolk. Die uneheliche Abstammung von Longespée war weit bekannt, er selbst verheimlichte sie nie, sondern verwies in seinen Schriftstücken offen auf „die Gräfin Ida, meine Mutter“. Wohl bei seiner Schwertleite erhielt er ein nach dem Wappen seines Großvaters Geoffrey Plantagenet, des Vaters von Heinrich II., gestaltetes Wappen. Warum er den Beinamen Longespée erhielt, ist nicht gesichert, möglicherweise war sie eine bewusste Anlehnung an Wilhelm Langschwert, Herzog der Normandie († 942) oder an den englischen König Wilhelm II., der auch gelegentlich Longespée genannt wurde.
Über seine Kindheit und Jugend ist wenig bekannt, nach eigenen Angaben wuchs er zeitweise mit dem späteren Justiciar Hubert de Burgh auf. 1188, als er vermutlich volljährig geworden war, übergab ihm sein Vater Appleby in Lincolnshire. 1196 verheiratete ihn sein Halbbruder König Richard Löwenherz mit Ela (Isabel), Countess of Salisbury, der kleinen Tochter und Erbin des im selben Jahr verstorbenen William of Salisbury, 2. Earl of Salisbury. Durch Iure uxoris wurde Longespée damit Earl of Salisbury. Das Earldom Salisbury war dabei nicht sonderlich groß und umfasste Besitzungen mit 56 Knight’s fees, dazu war er Verwalter des königlichen Salisbury Castle, das von den Königen erheblich ausgebaut wurde.

## Aufstieg unter Richard Löwenherz und Johann Ohneland
Salisbury gehörte von 1196 bis 1198 zum engen Gefolge von Richard Löwenherz in der Normandie, wo er zweifellos militärische Erfahrungen in den Feldzügen gegen den französischen König Philipp II. gewann. Kurz vor dem klaren Sieg bei Gisors am 28. September 1198 war er im Gefolge Richards, doch ob er selbst an der Schlacht teilnahm, ist ungewiss. Daneben bezeugte er in Château Gaillard mehrfach Urkunden des Königs. Nach dem Tod von Richard nahm er am 27. Mai 1199 an der Krönung seines Halbbruders Johann Ohneland teil, zu dem er eine herzliche Beziehung hatte.
Salisbury gehörte von nun an zum Gefolge von Johann, der ihn mit Wein, einer jährlichen Pension und anderen Geschenken belohnte. Im Gegenzug lieh sich der König Geld bei ihm. Von 1199 bis 1202, von 1203 bis 1207 und von 1213 bis 1226 war Salisbury Sheriff von Wiltshire, doch der König verweigerte ihm die Bestätigung der Erblichkeit dieses Amtes, was Salisbury beanspruchte. Als Sheriff ließ er den geächteten Ritter Fulk Fitzwarin 1202 in Stanley Abbey belagern, doch anschließend setzte sich Salisbury bei seinem Bruder für eine Begnadigung des Geächteten ein. Daneben hatte Salisbury noch mehrere andere Ämter inne, darunter von 1212 bis 1213 Verwalter von Dover Castle sowie von Mai 1212 bis 1216 das des Sheriffs von Cambridgeshire und Huntingdonshire. Als der König 1208 befürchtete, dass der Papst über England das Interdikt verhängen würde, besetzte Salisbury die Besitzungen der Diözese Ely, dazu wurde er im August 1212 Überwacher des Verwalters des Erzbistums Canterbury. 1212 unterstützte der König seinen Anspruch auf die Baronie Trowbridge, die er 1213 erhielt, nachdem der König sie von ihren Vorbesitzer Henry de Bohun, 1. Earl of Hereford beschlagnahmt hatte.

## Diplomat im Dienst von Johann Ohneland
König Johann schätzt die diplomatischen Fähigkeiten seines Halbbruders und betraute ihn mit einer Reihe von wichtigen Missionen. Anfang 1202 handelte er einen Vertrag zwischen Johann und König Sancho VII. von Navarra aus. Zusammen mit William Marshal, 1. Earl of Pembroke eskortierte Salisbury den walisischen Fürsten Llywelyn ab Iorwerth zum König nach Worcester. Im November 1205 gehörte er der Delegation an, die mit König Wilhelm I. von Schottland verhandelte und im November 1206 den schottischen König nach York geleitete, wo dieser König Johann traf. Im März 1209 war er der Führer einer englischen Delegation nach Deutschland, wo Johanns Neffe Otto schließlich zum Kaiser gekrönt wurde. Im Mai 1212 war er Gesandter in Flandern, wo er mit Graf Ferrand verhandelte.

## Militär im Dienst von Johann Ohneland

### Militärkommandant im Krieg gegen Frankreich
Noch wichtiger als seine diplomatischen Aufgaben waren jedoch seine Rolle als Militärkommandant. Während des Französisch-Englischen Kriegs beschattete er im August 1202 zusammen mit William Marshal und dem Earl of Surrey die französische Armee unter Philipp II., als sie nach Johanns Sieg bei Mirebeau die Belagerung von Arques abbrach. Dabei entkamen sie nur knapp einem französischen Gegenangriff unter Guillaume II. des Barres. 1203 erhielt Salisbury die wichtige Burg von Pontorson an der Grenze zur Bretagne zurück, die er zuvor gegen Besitzungen in England eingetauscht hatte. Da er zudem Verwalter der Burg von Avranches war, sollte er so Angriffe von der Bretagne auf die Normandie abwehren. Nachdem die Normandie 1204 von Frankreich erobert worden war, erhielt Salisbury im Mai 1204 das Kommando in der Gascogne. Im September 1204 wurde er Constable von Dover Castle und Warden of the Cinque Ports, was er bis Mai 1206 blieb. Im 1205 segelte er mit Verstärkungen nach La Rochelle. 1208 ernannte ihn der König zum Hüter der Welsh Marches, und 1210 nahm er am Feldzug des Königs nach Irland teil.

### Seesieg bei Damme
Mitte Mai 1213 hatte Salisbury zusammen mit anderen Magnaten geschworen, dass König Johann die Bedingungen des Papstes einhielt, um die durch das Interdikt über England geschädigten Bischöfe zu entschädigen, und er bezeugte mit die Huldigung von Johann vor dem päpstlichen Gesandten. Im Krieg gegen Frankreich soll er dann zusammen mit William Marshal zu einem Präventivschlag gegen den französischen König gedrängt haben, der eine Landung in England plante. Noch im Mai 1213 führte Salisbury dann zusammen mit Graf Wilhelm von Holland und Rainald von Boulogne eine Hilfstruppe, um Graf Ferrand von Flandern gegen den französischen König zu unterstützen. Dabei besiegten sie am 30. Mai in der Seeschlacht bei Damme eine französische Flotte. Angesichts der französischen Übermacht scheiterte zwar ein Vorstoß von Salisbury an Land, doch der entscheidende Seesieg verhinderte eine französische Invasion von England.

### Englischer Kommandant in der Schlacht bei Bouvines
1214 war Salisbury als Marshal Kommandant der verbündeten Truppen, die für Graf Ferrand weite Teile von Flandern zurückeroberten. Am 27. Juli 1214 kommandierte er zusammen mit Graf Rainald von Boulogne den rechten Flügel der verbündeten Truppen in der Schlacht bei Bouvines. Die Schlacht endete in einem klaren Sieg der gegnerischen französischen Truppen, und Salisbury wurde von dem kriegerischen Bischof Philipp von Beauvais vom Pferd geschlagen und gefangen genommen. An der Niederlage gaben ihm die Chronisten jedoch keine Schuld, stattdessen loben sie seinen tapferen Kampf, mit dem er die Gefangennahme von Kaiser Otto verhindert hätte. Die Verhandlungen über Salisburys Freilassung dauerten bis Februar 1215, bis er schließlich gegen Robert, den ältesten Sohn des Grafen von Dreux ausgetauscht wurde.

### Rolle im Krieg der Barone

#### Verhandlungen zum Abschluss der Magna Carta
Im Mai 1215 war Salisbury wieder in England. König Johann beauftragte ihn mit anderen, den Zustand der königlichen Burgen zu kontrollieren. Dies war ein Vorwand, um zu verhindern, dass sich die City of London der Adelsopposition gegen den König anschloss. Die City of London öffnete dennoch den Rebellen ihre Tore, und Salisbury ging nun mit einer Truppe flämischer Söldner gegen Rebellen in Devon vor. Dabei gelang es ihm, die Aufständischen zur Aufgabe von Exeter zu zwingen. Ob Salisbury bereits am 15. Juni zu Beginn der Verhandlungen zwischen dem König und der Adelsopposition in Runnymede zugegen war, ist ungewiss. Er wird jedoch als einer der Ratgeber des Königs genannt, die ihn zur Anerkennung der Magna Carta geraten haben. Nach der Anerkennung musste Salisbury auf die Honour of Trowbridge verzichten, die der König an Henry de Bohun zurückgeben musste, da sie unrechtmäßig eingezogen worden sei. Johann entschädigte Salisbury mit umfangreichen anderen Ländereien aus königlichem Besitz.

#### Militärkommandant des Königs
Als es im Herbst zum offenen Krieg der Barone gegen den König kam, befahl Johann im Oktober 1215, dass Salisbury mit den Besatzungen aus zehn königlichen Burgen die belagerten Burgen von Oxford und Northampton entsetzen sollte. Vermutlich wurde die Expedition jedoch nicht von Salisbury, sondern von dem Söldnerführer Falkes de Bréauté durchgeführt. Nach der Eroberung von Rochester Castle wurde Salisbury im Dezember einer der königlichen Kommandanten, die die in London versammelten Rebellen in Schach halten sollten, während der König einen Feldzug nach Nordengland unternahm. Zusammen mit Falkes de Bréauté und Savary de Mauléon führte er eine Chevauchée durch Essex, Hertfordshire, Middlesex, Cambridgeshire und Huntingdonshire, deren Barone mehrheitlich zu den Rebellen gehörten. Bei der Plünderung der Isle of Ely Anfang 1216 soll Salisbury dabei jedoch die weibliche Bevölkerung vor den schlimmsten Ausschreitungen der Brabanzonen unter Walter Buc geschützt haben. Anschließend schloss er sich wieder dem König an, als dieser aus Nordengland nach Südengland zurückkehrte, und unterstützte ihn bei der Belagerung von Colchester Castle. Vergeblich versuchte er den König zur Einhaltung der Kapitulationsbedingungen der Garnison zu bewegen, was dieser jedoch ignorierte.

#### Wechsel auf die Seite von Prinz Ludwig
Nachdem der französische Prinz Ludwig am 21. Mai 1216 mit einem Heer zur Unterstützung der Rebellen in England gelandet war, blieb Salisbury zunächst weiter auf der Seite von Johann. Als die Franzosen jedoch in einem raschen Vorstoß weite Teile von Südengland erobert hatten, ergab sich Salisbury Ende Juni 1216 in Winchester dem französischen Prinzen, da er glaubte, dass der Krieg für Johann verloren war. Johann gab sich jedoch noch nicht geschlagen und befahl am 30. August die Besetzung von Salisburys Ländereien. Auch als Johann am 19. Oktober überraschend starb, blieb Salisbury auf der Seite von Prinz Ludwig. Nach der Chronik von Roger von Wendover soll er sogar versucht haben, den in Dover Castle belagerten Hubert de Burgh zur Aufgabe zu bewegen.

#### Erneuter Seitenwechsel und Unterstützung von König HeinrichIII.
Als Prinz Ludwig jedoch im März 1217 in Frankreich war, um weitere Unterstützung für die Eroberung von England zu rekrutieren, wechselte Salisbury am 5. März 1217 die Seiten und schloss sich der königstreuen Partei an, die seinen Neffen, den minderjährigen Heinrich III. unterstützte. Damit erhielt er auch die kirchliche Absolution und wurde von der Exkommunikation befreit. Mit ihm wechselten auch der eng mit ihm befreundete William Marshal der Jüngere sowie über hundert weitere Ritter und Barone aus Wiltshire und Südwestengland die Seiten. Neben der sich verschlechternden militärischen Position der Franzosen war Salisburys alter Rivale Henry de Bohun, 1. Earl of Hereford ein Grund für seinen Seitenwechsel, da Bohun sein direkter Rivale um den Besitz von Burg und Honour of Trowbridge und ein führender Unterstützer des französischen Prinzen war. Der königliche Regentschaftsrat hatte ihm dazu Sherborne Castle und weitere Besitzungen in Somerset und Devon für seinen Seitenwechsel versprochen.

#### Teilnahme an den Schlachten von Lincoln und Sandwich
Zusammen mit dem jüngeren Marshal war Salisbury bei der Kapitulation der Besatzung von Knepp Castle bei Shoreham zugegen. Anschließend belagerten sie zusammen Winchester und eroberten dabei Wolvesey Castle, den befestigen bischöflichen Palast. Als der Regent William Marshal, 1. Earl of Pembroke Winchester erreichte, sandte er Salisbury und seinen Sohn nach Southampton, das sie eroberten. In Southampton ließen sie einen Constable zurück, um sich bei der Kapitulation der Stadt Winchester, die kurz vor dem 14. März stattfand, ihren Anteil an der reichen Beute nicht entgehen zu lassen. Am 20. Mai 1217 nahm Salisbury an der Schlacht von Lincoln teil und befehligte dabei die dritte Abteilung der königlichen Truppen. Zusammen mit dem jüngeren Marshal führte er den erfolgreichen Angriff durch das westliche Stadttor auf die Armee der Rebellen und Franzosen, die Lincoln Castle belagerten. Nach dem Sieg wurde Salisbury mit der Verwaltung der Stadt Lincoln sowie von Lincolnshire belohnt, obwohl Earl Ranulf of Chester das Earldom Lincolnshire hielt. 1218 teilte Salisbury mit William Marshal dem Älteren die englischen Besitzungen des französischen Grafen von Perche, der in der Schlacht gefallen war. Salisbury erhielt dabei Aldbourne und Wanborough in Wiltshire, das letztere Gut wurde später Salisburys Hauptsitz. Zusammen mit Hubert de Burgh kämpfte Salisbury am 24. August 1217 in der Seeschlacht von Sandwich, die den Krieg zugunsten der königlichen Partei entschied. Anschließend war Salisbury an den Friedensverhandlungen beteiligt, die am 12. September zum Frieden von Lambeth und zum Rückzug der Franzosen aus England führten.

## Magnat während der Minderjährigkeit von HeinrichIII.
Während der Minderjährigkeit von Heinrich III. gehörte Salisbury nun zu den mächtigsten Magnaten. In seinen Ländereien herrschte er autonom, ohne sich von der Zentralregierung Vorschriften machen zu lassen. Zwischen März 1217 und 1219 versuchte er, seine Ansprüche auf Somerset und Dorset gegen den Regentschaftsrat durchzusetzen, scheiterte aber an der Macht der lokalen Sheriffs. Auch Alnwick Castle in Northumberland versuchte er unter seine Verwaltung zu bringen, da er der Vormund des minderjährigen William de Vesci war. Wiederholt versuchte er auch die Kontrolle über Lincoln Castle zu erlangen, das Nicola de la Haye als Erbkastellanin beanspruchte. Salisbury berief sich dabei auf seine Vormundschaftsverwaltung der reichen Baronie Haye in Lincolnshire, seit sein ältester, noch minderjähriger Sohn William mit Idonea, der Tochter und Erbin von Richard de Camville († 1217) verlobt war. Als im Mai 1220 Robert of Berkeley starb, besetzte Salisbury Berkeley Castle und die Ländereien von Robert in einem vorgezogenen Griff auf die Vormundschaft über den Erben. Dies führte im Regentschaftsrat zum Protest von William Marshal dem Jüngeren, da Salisburys Vorgehen den Gewohnheiten und dem Recht des Landes widersprach.
Im Gegensatz zu seinem Versuch, seine Besitzungen autonom zu beherrschen, erklärte Salisbury, dass er gegenüber der königlichen Regierung verpflichtet sei. Dabei befand er allerdings 1220, dass nur die englischen Magnaten und andere führende Personen legitime Ratgeber des Königs seien. In kritischen Momenten unterstützte er den jungen König und den Justiciar Hubert de Burgh, die versuchten, gegenüber anderen Magnaten die königliche Autorität wiederherzustellen. Dies geschah beispielsweise 1221 gegen William de Forz und Peter de Maulay. Als Weihnachten 1221 und im Dezember 1223 in Northampton das Land am Rand eines neuen Bürgerkriegs stand, unterstützte er de Burgh gegen die Adelsopposition, die vor allem aus dem Earl Ranulf of Chester, Falkes de Bréauté, Engelard de Cigogné, Brian de Lisle und anderen Kastellanen bestand, die ihre während des Kriegs der Barone erhaltenen Ämter, Burgen und Besitzungen nicht wieder dem König übergeben wollten. Ein besonderes Ärgernis für Salisbury waren dabei die nicht aus England stammenden ehemaligen Gefolgsleute König Johanns, denen er vorwarf, in England wieder einen Bürgerkrieg anzetteln zu wollen. Als im Juni 1222 die Regierung zahlreiche Krongüter zurückforderte, übergab er selbst eine Reihe von Gütern, dazu im Februar 1223 Salisbury Castle. Dieses wurde ihm jedoch sofort wieder zusammen mit Shrewsbury und Bridgnorth Castle zur Verwaltung übergeben, dazu wurde er Sheriff von Shropshire und Staffordshire.

## Feldzug in die Gascogne und Tod

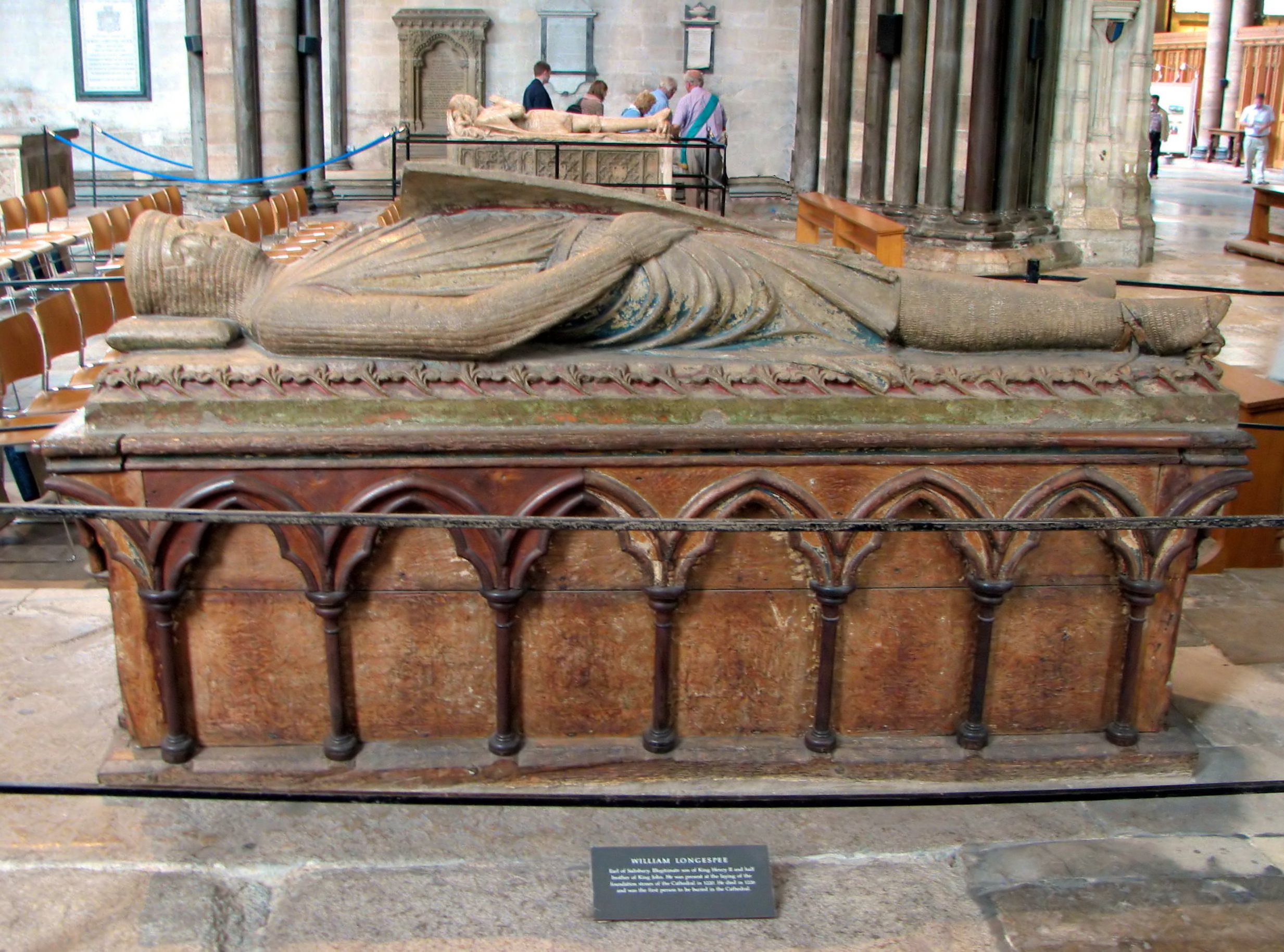
Grab von William Longespée in der Kathedrale von Salisbury

Salisbury war weiterhin einer der führenden Militärs des Königs. Während eines Englisch-Walisischen Kriegs führte er im Sommer 1223 zusammen mit William Marshal dem Jüngeren eine Streitmacht von 140 Rittern, die im Auftrag des Justiciars Hubert de Burgh gegen Fürst Llywelyn ab Iorwerth in Südwales vorgingen. Dabei konnten sie die englische Herrschaft über Kidwelly und Ceredigion wiederherstellen. Im Februar 1225 gehörte er zu den Magnaten, die die erneute Anerkennung der Magna Carta durch den König bezeugten. Im erneuten Französisch-Englischen Krieg führte er 1225 zusammen mit dem damals 16-jährigen Richard von Cornwall, dem jüngeren Bruder des Königs, einen erfolgreichen Feldzug in der Gascogne, wo sie die englische Herrschaft wiederherstellten und einen Einfall der Franzosen unter Ludwig VIII. abwehrten. Dabei erkrankte Salisbury am 13. November 1225 vor La Réole, worauf er per Schiff nach England zurückreisen wollte. Sein Schiff strandete an der Île de Ré, die im Besitz seines ehemaligen Waffenbruders Savary de Mauléon war, der inzwischen jedoch auf französischer Seite stand. Salisbury suchte im Kloster Notre-Dame-de-Ré Zuflucht, und mit Hilfe von zwei Gefolgsleuten Savarys, die er mit £ 20 belohnte, konnte er seine Reise nach England fortsetzen. Weihnachten erreichte er Cornwall, ehe er im Januar endlich in Salisbury ankam, wo er wenige Wochen später starb.
Nach der Chronik von Matthew Paris wurde er von Hubert de Burgh vergiftet. Da de Burgh und Salisbury zuvor eng zusammengearbeitet haben, ist dies jedoch sehr unwahrscheinlich. Wesentlich wahrscheinlicher ist, dass Salisbury an der Krankheit starb, wegen der er aus der Gascogne nach England zurückgekehrt war. Er wurde in der Lady Chapel der Kathedrale von Salisbury begraben, für die er zusammen mit seiner Frau und dem päpstlichen Legaten Pandulf am 28. April 1220 einen der Grundsteine gelegt hatte. Später wurde sein Leichnam in ein um 1240 geschaffenes Grabdenkmal im Mittelschiff der Kathedrale umgebettet. Sein Grabdenkmal, das ihn als Ritter in voller Rüstung zeigt, gilt als einer der schönsten Rittergrabsteine seiner Zeit.

## Persönlichkeit, Religiosität und Nachwirkung
Der Charakter von Salisbury gilt als rätselhaft. Seinem Halbbruder Johann war er ein loyaler und fähiger Unterstützer, und als einer der wichtigsten Unterstützer des exkommunizierten Königs zählte ihn Roger von Wendover zu den „schlechten Ratgebern“ des Königs. Nach anderen Berichten soll Salisbury Geoffrey of Norwich, einen Beamten des Schatzamtes, zu Tode gefoltert haben. Dennoch wechselte Salisbury während des Kriegs der Barone 1216 die Seiten, als er die Sache seines Halbbruders für verloren hielt, nur um im März 1217 wieder auf die Seite des Königs zurückzukehren.
Andererseits lobte Roger von Wendover Salisburys Verehrung der Gottesmutter Maria. Vor seinem Tod soll er noch gebeichtet und von Bischof Richard Poore die Absolution erhalten haben, worauf die Kerzen, die während seines Leichenzugs mitgeführt wurden, trotz eines Sturms nicht erloschen. Ihren umfangreichen Stiftungen zufolge, die Salisbury und seine Frau zugunsten der Kirche tätigten, waren sie frommer als zahlreiche ihrer Zeitgenossen. In seinem Testament bedachte Salisbury das Augustinerpriorat von Bradenstoke in Wiltshire, das vom Urgroßvater seiner Frau gegründet wurde, sowie das Hospital von St Nicholas in Salisbury. Dazu bedachte er eine Karthäuserniederlassung, was diese jedoch ablehnte, worauf seine Witwe die Ländereien der 1232 gegründeten Locus Dei Abbey in Hinton in Somerset stiftete.

## Nachkommen
Mit seiner Frau Ela of Salisbury hatte Longespée mindestens vier Söhne und vier Töchter:
- William (II) Longespée (um 1209–1250)
- Richard, Kanoniker in Salisbury
- Stephen Longespée (1216–1260), Seneschall der Gascogne und Lord Justice of Ireland
- Nicholas Longespée († 1297), Bischof von Salisbury
- Isabel ⚭ William de Vesci
- Petronilla
- Ela († 1298)

1. ⚭ Thomas de Beaumont, 6. Earl of Warwick
2. ⚭ Philip Basset

- Ida († 1266/9)

1. ⚭ Walter Fitzrobert
2. ⚭ William de Beauchamp, Lord of Bedford